# 绍富尔莱塞特雷希
绍富尔莱塞特雷希（法語：Chauffour-lès-Étréchy，法語發音：[ʃofuʁ lɛ.z‿etʁeʃi] ⓘ，意为“埃特雷希附近的绍富尔”）是法国法兰西岛大区埃松省的一个市镇，属于埃唐普区。

## 地理
绍富尔莱塞特雷希（48°30'15"N, 2°10'8"E）面积4.8 平方千米，位于法国法蘭西島大區埃松省，该省份为法国北部内陆省份，北起上塞纳省和马恩河谷省，西接厄尔-卢瓦省和伊夫林省，南至卢瓦雷省，东临塞纳-马恩省。
与绍富尔莱塞特雷希接壤的市镇（或旧市镇、城区）包括：圣叙尔皮斯-德法维耶尔、埃特雷希、苏济拉布里什、维勒科南。

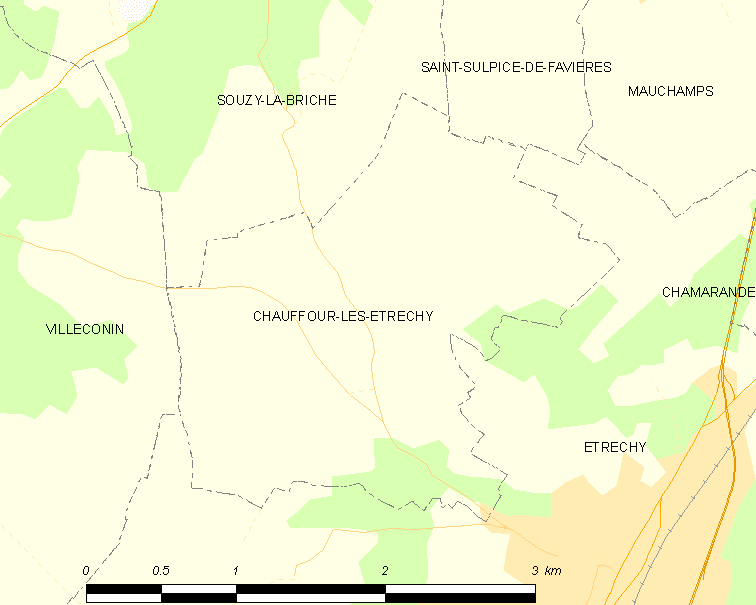
绍富尔莱塞特雷希的OSM定位图

绍富尔莱塞特雷希的时区为UTC+01:00、UTC+02:00（夏令时）。

## 行政
绍富尔莱塞特雷希的邮政编码为91580，INSEE市镇编码为91148。

## 政治
绍富尔莱塞特雷希所属的省级选区为杜尔当县。

## 人口

1962-2008年间绍富尔莱塞特雷希人口变化图示

绍富尔莱塞特雷希于2022年1月1日时的人口数量为135人。